# Kladné
Kladné (německy Kladen) je malá vesnice, část obce Kájov v okrese Český Krumlov. Nachází se asi jeden kilometr východně od Kájova. Kladné je v ochranném pásmu městské památkové rezervace Český Krumlov.
Kladné je také název katastrálního území o rozloze 9,28 km². V katastrálním území Kladné leží i Kájov, Přelštice a Staré Dobrkovice.
Na území Kladného leží i částečně zaniklá vesnice Záhorkov.

## Historie
První písemná zmínka o vesnici pochází z roku 1263. Kladné bylo od poloviny 19. století samostatnou obcí. V roce 1930 v obci Kladné žilo 1114 obyvatel. V letech 1938 až 1945 bylo Kladné v důsledku uzavření Mnichovské dohody přičleněno k nacistickému Německu. Od roku 1961 je Kladné částí obce Kájov.

## Přírodní poměry
Severovýchodně od vesnice leží přírodní památka Kalamandra.

## Galerie

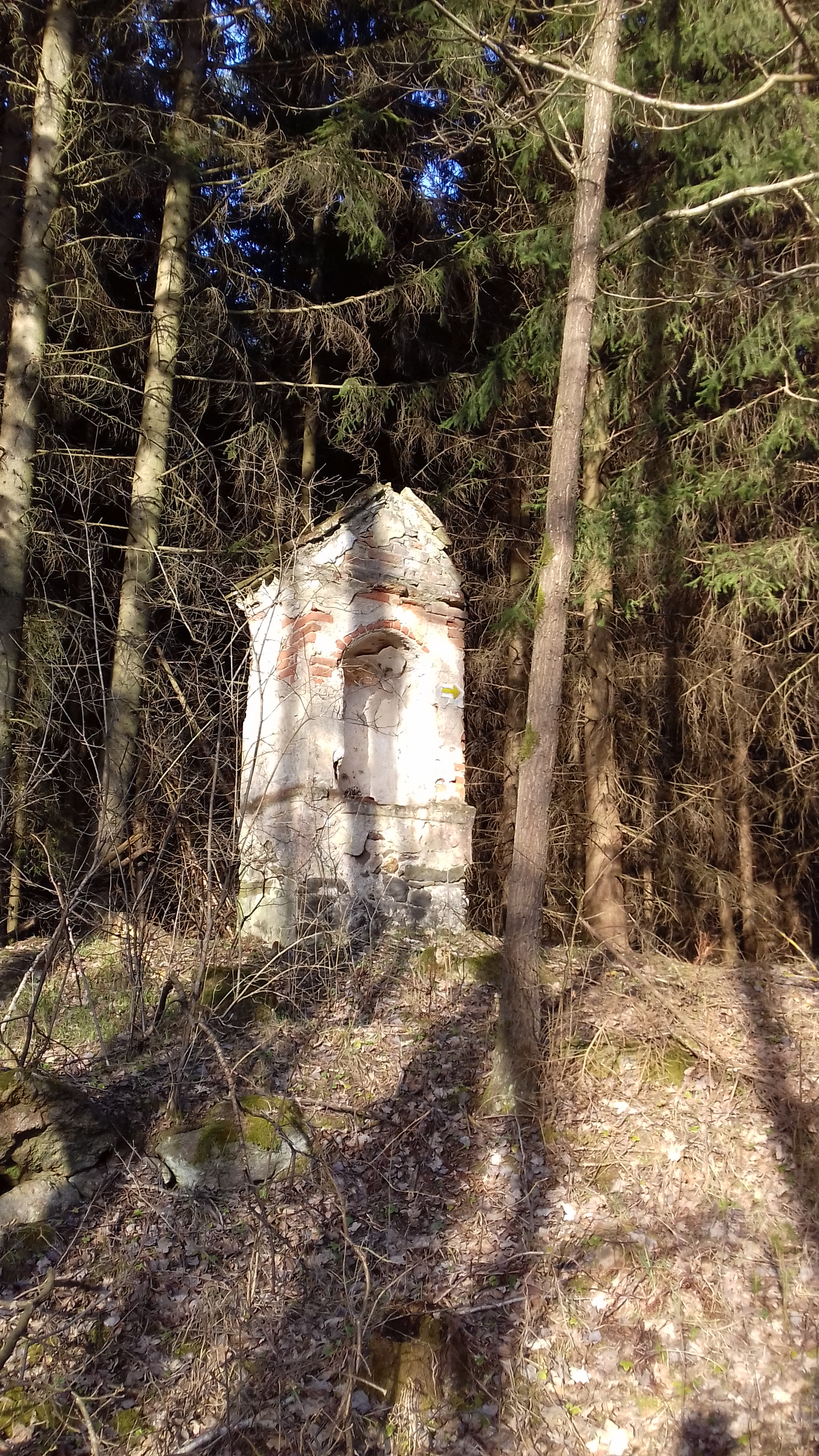
Kaplička (Kladné)
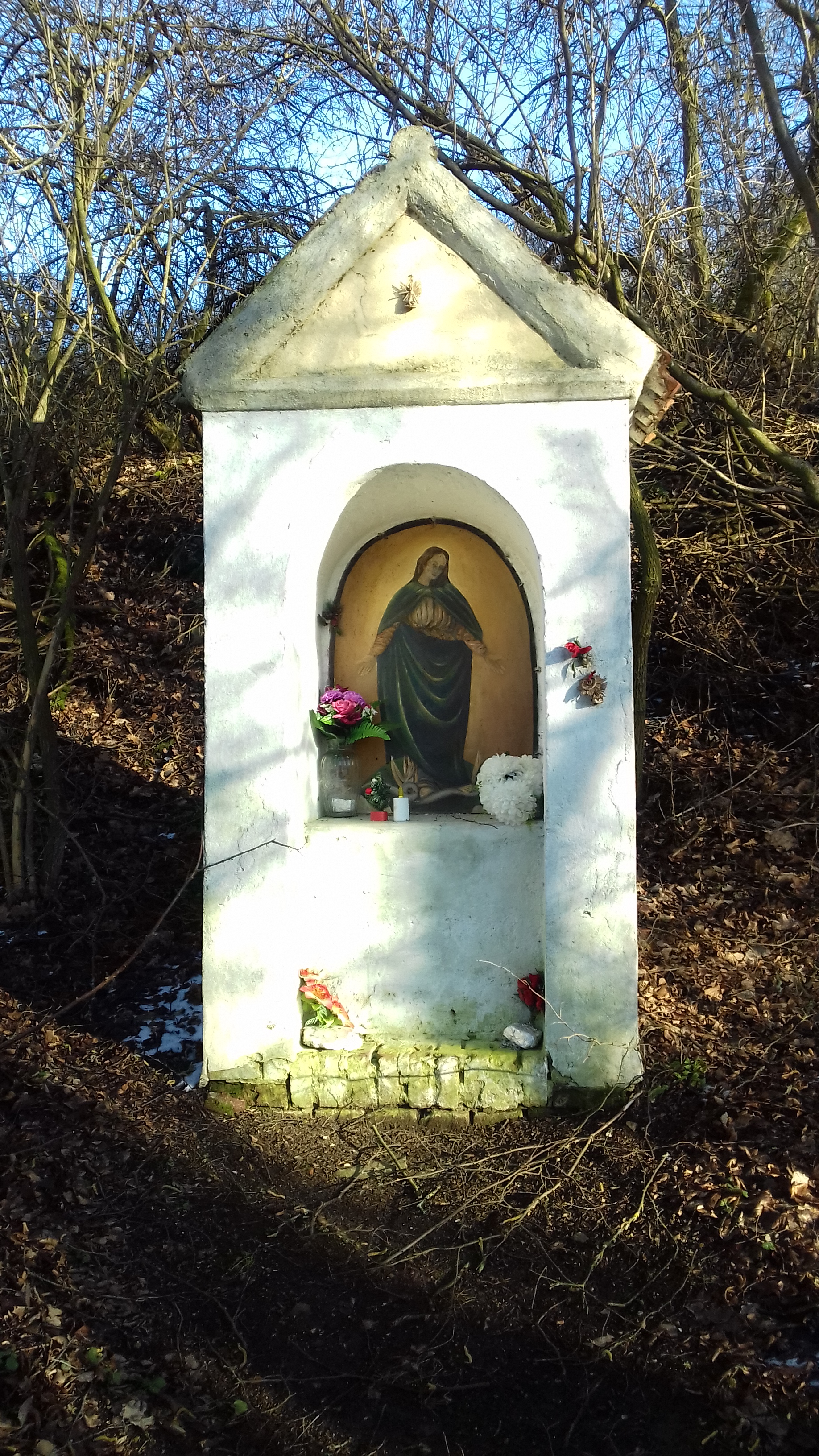
Kaplička (Záhorkov)
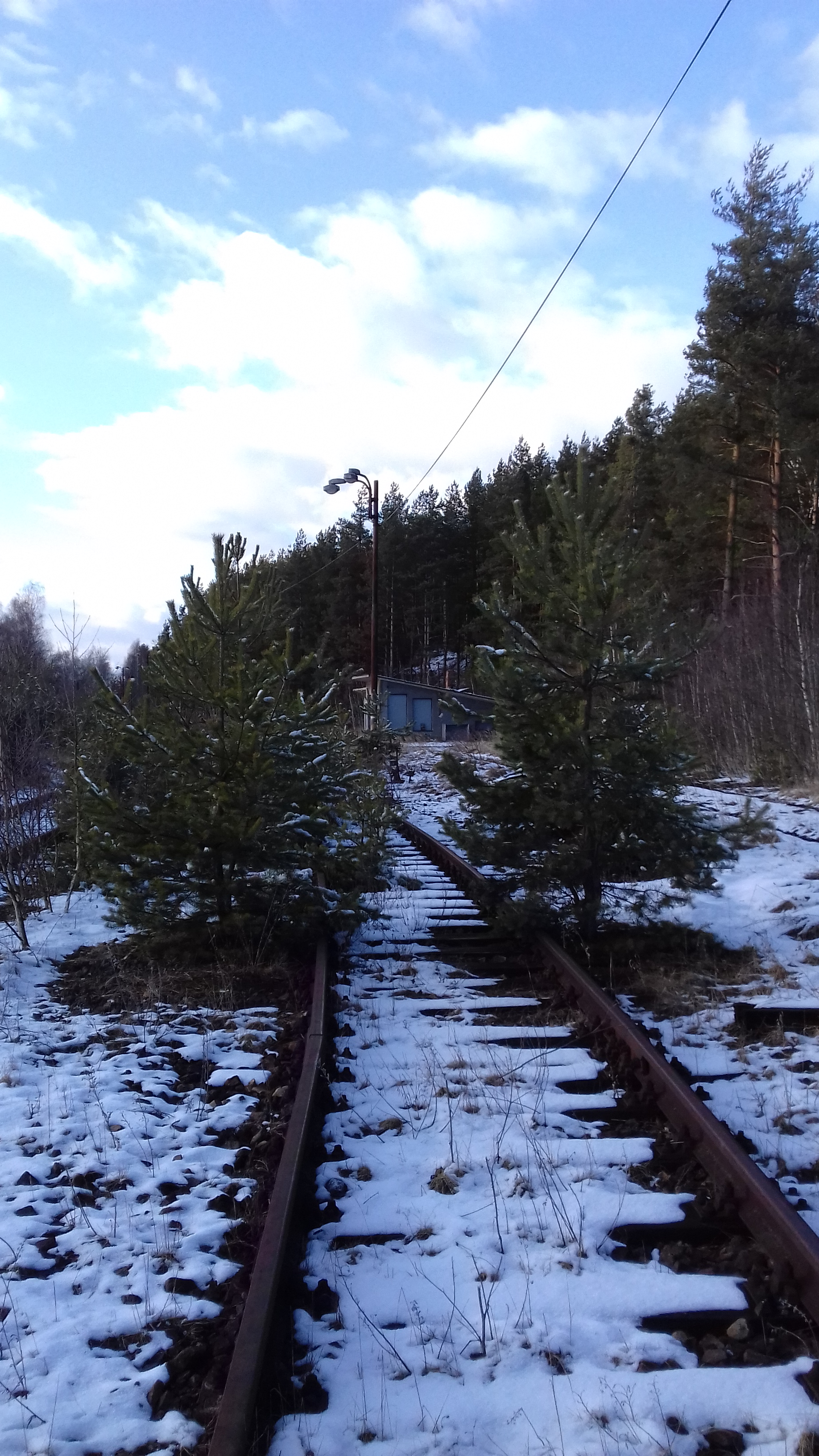
Úvrať nad Kladným
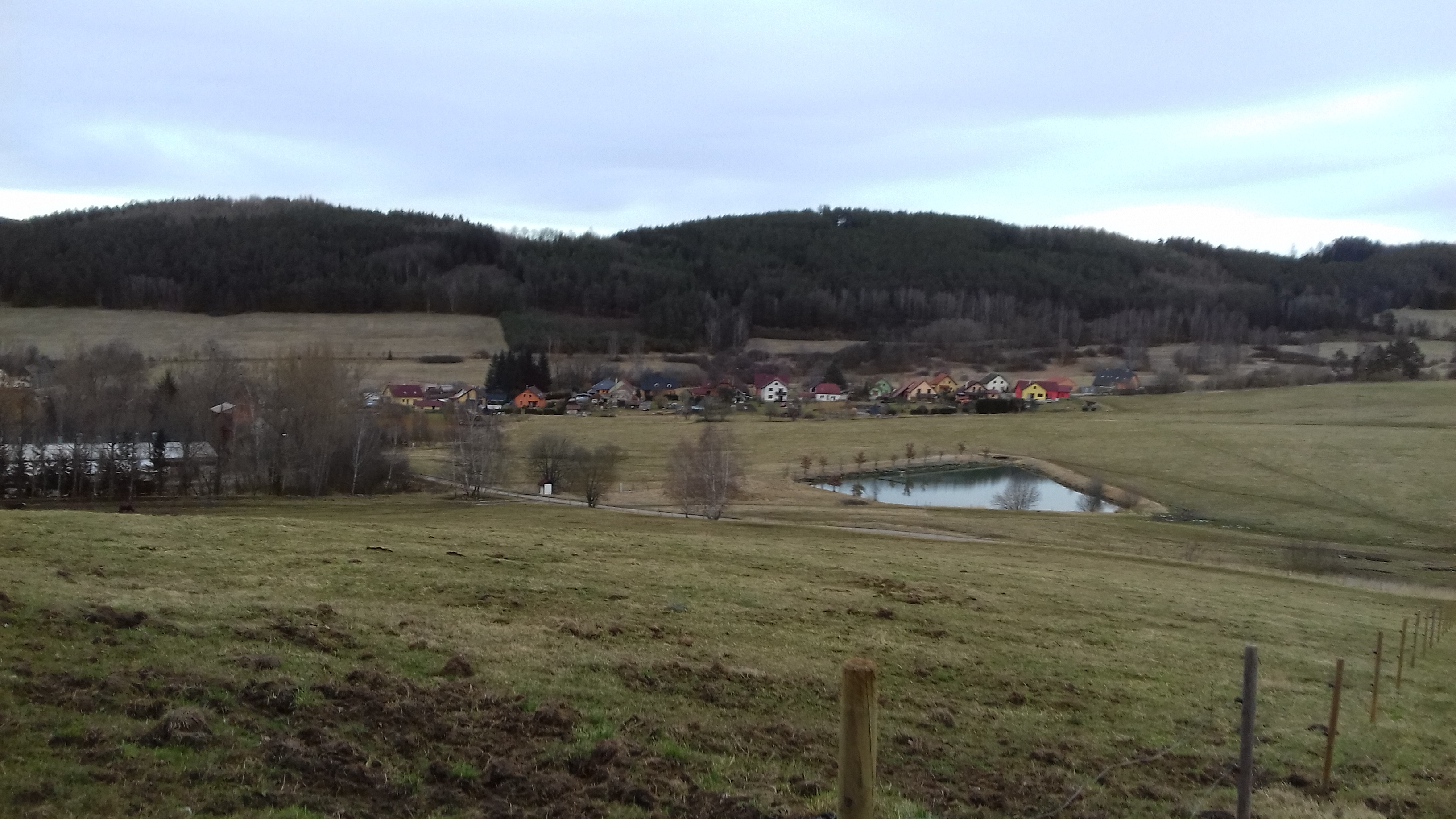
Nová zástavba v Kladném
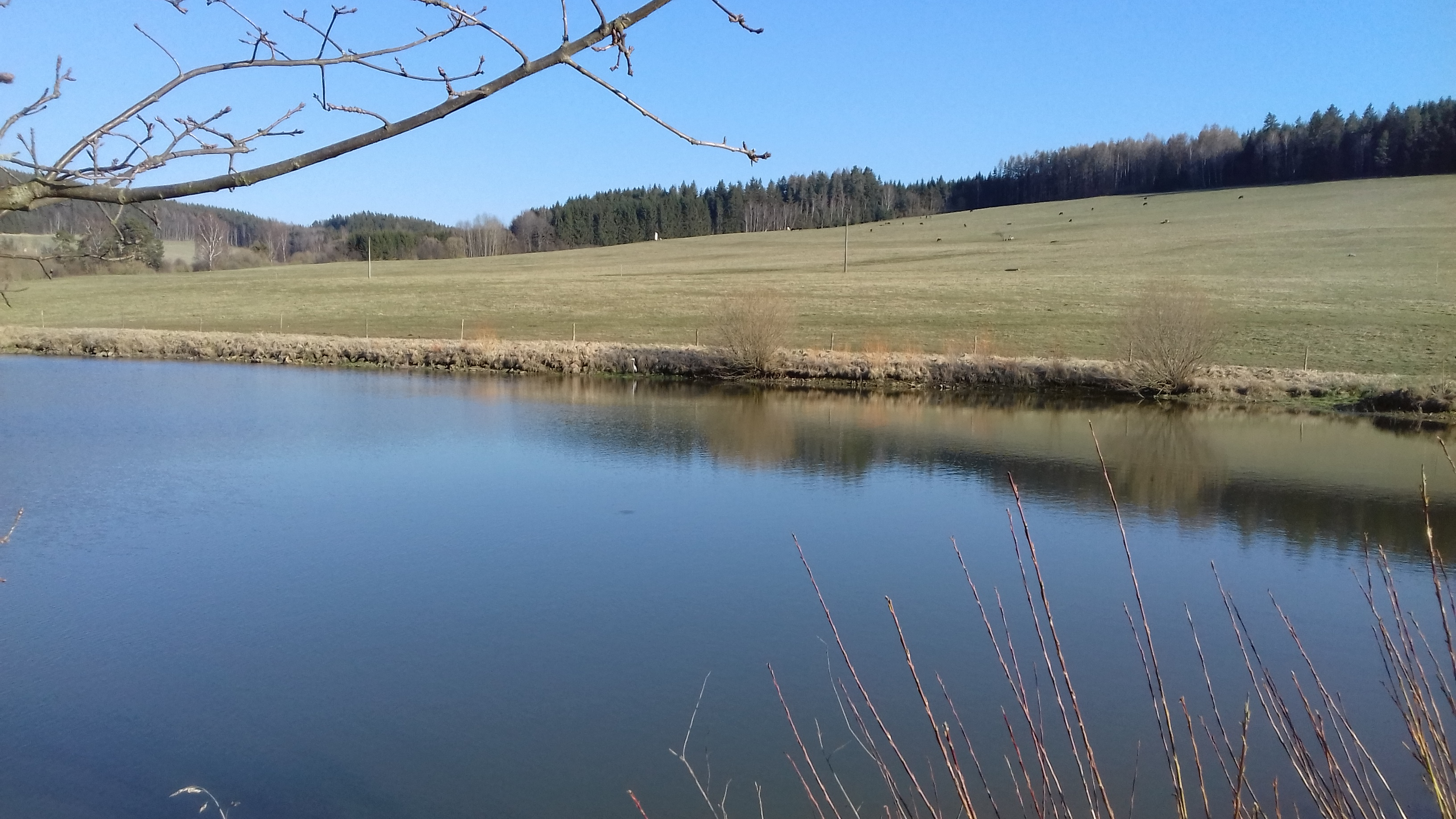
Rybník U Volavky
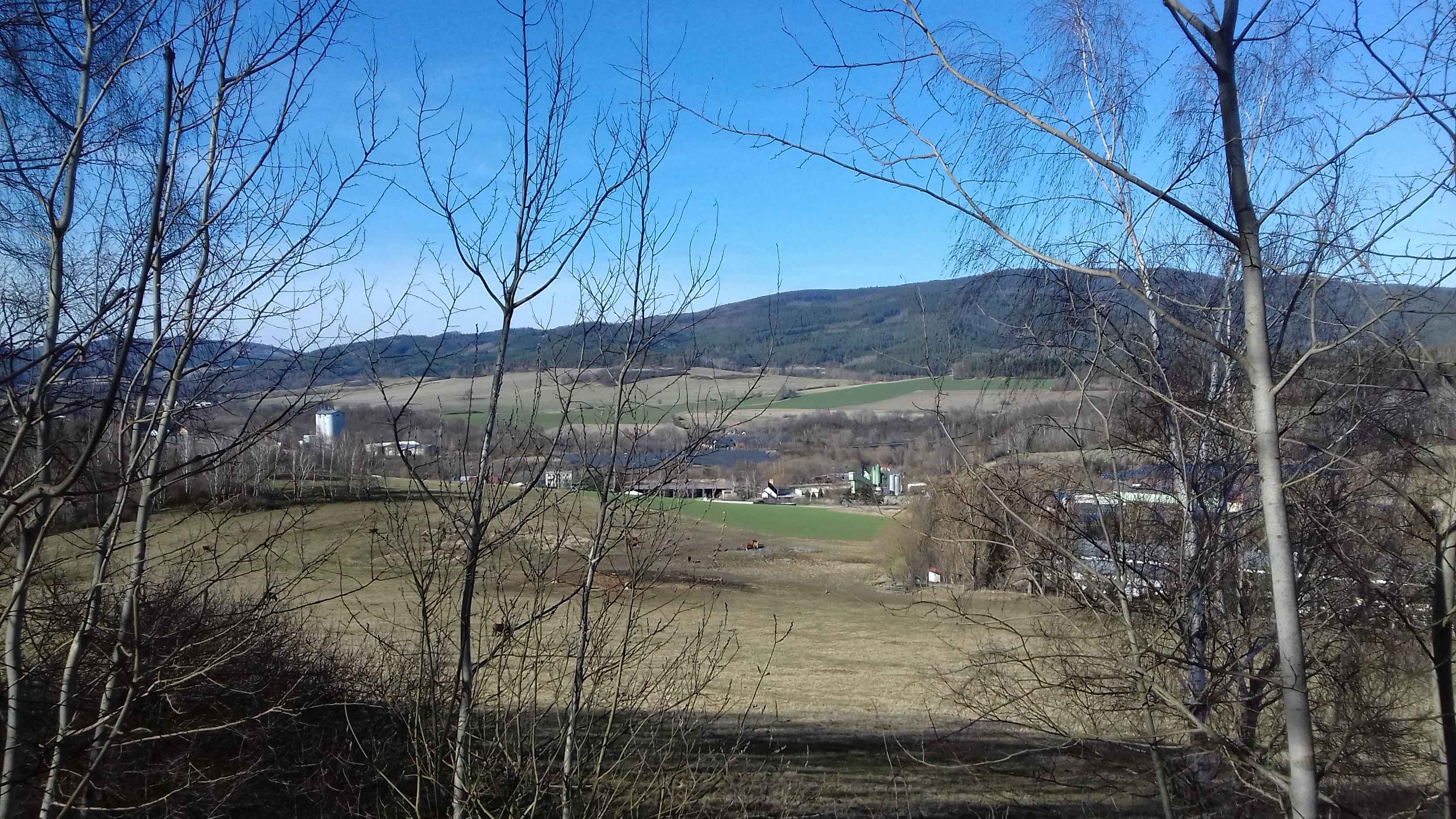
Pohled od staré vodárny na Kájov (nádraží)